# Isaak Rubin
Isaak Illich Rubin (en ruso: Исаа́к Ильи́ч Ру́бин, Daugavpils, 12 de junio de 1886 - Aktobe, 27 de noviembre de 1937) fue un economista soviético, marxista, especialista en la teoría del valor.

## Biografía
Participó en la revolución rusa de 1905.  Se incorporó al Bund organización socialista judía y luego se unió a la corriente menchevique. Se graduó en la Universidad de San Petersburgo, donde estudió economía entre 1906 y 1910. Después de la victoria de los bolcheviques, se retiró de la política, dedicándose desde al estudio académico de la economía marxista. En 1921 fue nombrado profesor de teoría económica marxista de la Universidad de Moscú y en 1926 se incorporó al prestigioso Instituto Marx-Engels, dirigido por David Riazanov, como asistente de investigación y luego como jefe de la sección de economía política.
Fue arrestado el 23 de diciembre de 1930. En marzo de 1931 apareció un artículo en Pravda titulado "arrancar la rubinscina y sus raíces". Se prohibió discutir y llevar a cabo la investigación de las tesis de Rubin. Fue acusado de formar parte de una supuesta Oficina Federal del Comité Central del partido menchevique, organización ficticia inventada por Stalin para justificar la represión. Los acusados incluyeron, además de Rubin, a destacados economistas (Ser, Guinzburg), funcionarios de los servicios de planificación (Groman, exmiembro del Presidium del Gosplan) y escritores (Sujánov). Se les acusó de sabotaje en el desarrollo de planes y de oponerse a los ritmos de industrialización impuestas por Stalin. 
Rubin hizo lo posible por salvar a Riazanov de la represión y negó insistentemente el carácter político de sus relaciones con él. Esta resistencia le valió la condena cinco años de prisión. La GPU le ofreció, en 1933, una mejora de las condiciones carcelarias e incluso la posibilidad de reanudar su investigación, pero él se negó.
Liberado en 1934 por conmutación de sentencia, fue desterrado a la localidad de Turgai, en Kazajistán. A partir de entonces tuvo autorización para pasar a Aktobe, donde trabajó en una cooperativa. Pero se le impidió regresar a Moscú y volver a su antiguo puesto de trabajo. En 1937, fue arrestado nuevamente, encarcelado en la prisión de Aktobe y ejecutado poco después.
Ensayos sobre la teoría del valor de Marx se publicó en 1924. Antes de su arresto, Rubin también publicó libros sobre la historia de la economía y la economía contemporánea, además de editar una antología de economía política clásica.

## Ideas
En los Ensayos sobre la teoría del valor (1928), Rubin colocó la teoría del fetichismo de la mercancía en el corazón de la teoría marxista del valor. Este enfoque revolucionó la lectura de la obra principal de Marx - El capital- y se contrapone interpretaciones que, según Rubin, hasta ahora han impedido una comprensión significativa de este trabajo.
El objeto del análisis es una determinada estructura social, una cultura, es decir, el capitalismo-mercancías, una forma social de la economía en la que las relaciones entre las personas no son regulados directamente, sino a través de las cosas.
Para Rubin :

'La teoría marxista del fetichismo de la mercancía nunca ha ocupado el lugar que le corresponde en el sistema económico marxista. Los partidarios y opositores del marxismo realmente han elogiado como una de las generalizaciones más audaces e ingeniosos de Marx. Muchos opositores de la teoría marxista del valor tenidos en gran estima la teoría del fetichismo (Tugan-Baranowski, Frank y hasta Struve con reservas). Algunos autores no aceptan la teoría del fetichismo en el campo de la economía política. Ellos lo ven como una generalización sociológica brillante, una teoría y una crítica de toda la cultura contemporánea de la mercantilización de las relaciones humanas (Hammacher ). Pero los partidarios del marxismo, así como sus adversarios, en su mayoría consideran la teoría del fetichismo como una entidad separada e independiente, apenas con un tenue vínculo interno vinculado con la teoría económica de Marx. Se presenta como un complemento a la teoría del valor, como una interesante digresión literaria y cultural que acompaña el texto fundamental de Marx. Una de las razones para esta interpretación proviene de Marx, pr la estructura formal que dio el primer capítulo de El Capital, donde la teoría del fetichismo aparece bajo un título separado. Esta estructura formal, sin embargo, no se corresponde con la estructura interna y la articulación de Marx. La teoría del fetichismo es, per se, la base de todo el sistema económico de Marx y en particular de Isaak Rubin, Ensayos sobre la teoría del valor de Marx, la teoría del fetichismo de la mercancía de Marx I.

Además, Rubin muestra que fetichismo de la mercancía no puede ser interpretado como hace el marxismo tradicional, como una mera ilusión, una falsa conciencia que enmascarara las relaciones sociales.

Marx no sólo muestra que las relaciones humanas se ven empañadas por las relaciones entre las cosas, sino también que, en la economía de mercado, las relaciones sociales de producción, inevitablemente, toman la forma de relaciones entre cosas y no se pueden expresar de otro modo que a través de las cosas. La estructura de la economía de mercado hace desempeñar a las cosas un papel social particular muy importante y les hace adquirir propiedades sociales específicas. Marx descubrió las bases económicas objetivas que están en el origen del fetichismo de la mercancía.
(Ensayo sobre la teoría del valor)

Rubin además se esfuerza en sostener que la llamada "producción mercantil simple" no es un fenómeno histórico desarrollado en el capitalismo, tal y como a menudo se entiende tanto por los marxistas y los críticos de Marx, sino que es una abstracción teórica que explica un aspecto de la economía capitalista plenamente desarrollada. El concepto de valor, tal como la entiende Rubin, no puede existir sin los otros elementos de la economía capitalista en toda regla: el dinero, el capital, la existencia de un proletariado.
Además de sus ensayos sobre el valor, escribió un tutorial de Historia del Pensamiento Económico
Es una obra extraordinaria para su tiempo, los años ’20, por la lectura que hace de la obra de Marx, que hasta ese momento era una lectura muy ricardiana, sin las complejidades hegelianas. Marxistas de la II Internacional denunciaban la complejidad del pensamiento marxista, algo que sostenían la propia Rosa Luxemburgo y Lenin, que durante la Primera Guerra Mundial, se dedica a leer a Hegel para superar esa deficiencia en la formación marxista. 
Rubin le dio importancia a la noción de valor, de trabajo abstracto, las relaciones forma y contenido. El autor fue condenado a los campos de concentración de Stalin y su obra estuvo desaparecida, solo cuando empezó a discutirse la obra de Sraffa, donde hubo marxistas que planteaban que la teoría del valor de Marx y Ricardo en el fondo eran la misma, o que Sraffa superaba, a Marx, hubo una vuelta a Rubin, se lo redescrubrió. 
El autor comienza criticando a S. Bailey, que es un economista que escribe después de Ricardo y que dice que no hay que buscar una teoría del valor, pues este se expresa en el valor de las mercancías. Si en un momento A vale 2 B este es el valor de A respecto a B, el valor es algo que se expresa en sentido relacional y en cada momento, con lo cual Rubin dice que si esto fuera cierto habría que renunciar a encontrar alguna ley que explicase el movimiento anárquico de los precios.  
Rubin también nota que Marx es el primero que se pregunta por qué los tiempos de trabajo tienen que expresarse a través de cosas que valen, y que al hacerse esta pregunta Marx cuestionó la forma del valor. 
Para Rubin la forma del valor tiene dos sentidos, uno referido a la forma del valor como la propiedad de valer, por qué las cosas valen; y en otro sentido se refiere a la forma del valor en el sentido de valor de cambio. En el ensayo sobre la teoría del valor, insiste en que la proporción de cambio entre las mercancías puede oscilar, en esto coincide con Marx. Los valores pueden oscilar, sin que se altere el tiempo de trabajo socialmente necesario para producir las mercancías, sino por problemas aleatorios. Hay una relación entre valor de cambio y uso pero también una diferencia. El valor de cambio expresa el valor pero de manera no mecánica.
En el ensayo sobre la teoría del valor, el autor diferencia entre tiempo de trabajo social necesario y tiempo de trabajo abstracto, dice que cuando Marx pasa de la forma de los valores de cambio al contenido, se está refiriendo al trabajo social general, cuando los seres humanos intercambian mercancías lo que hacen es comparar tiempos de trabajo, no lo saben con plena conciencia, pero eso es lo que hacen. Marx dice que fue un gran descubrimiento científico cuando la economía política burguesa, que parte de aceptar sin cuestionar el hecho de la existencia de la propiedad privada, se dio cuenta de que lo que se está comparando en las mercancías es tiempo de trabajo invertido. Pero, la economía política burguesa nunca se preguntó por la forma del valor, por qué el contenido se expresaba de esa forma, por qué los trabajos humanos se comparaban a través de cosas, a través de relaciones cosificadas, valores, mercancías que valen. Para Rubin, cuando Marx pasa del contenido a la forma del valor, tiene presente el trabajo abstracto, tiene en cuenta un tipo de trabajo social específico que solo puede ser fruto de la sociedad capitalista, es el hecho de que el trabajo vale fundamentalmente como generador de valor, como gasto humano de energía, abstracto. Aquí el autor afirma que en este trabajo abstracto no entra nada material, es completamente social, nada fisiológico, todo social (con lo cual le quita al marxismo parte de su fundamento materialista)